# Mojca Smerdu
Mojca Smerdu, slovenska kiparka, * 16. januar 1951, Ljubljana.
Smerdujeva je leta 1974 diplomirala iz kiparstva na Akademiji za likovno umetnost v Ljubljani, kjer je leta 1976 dokončala tudi kiparsko specialko pri Dragu Tršarju.
Leta 2016 je prejela nagrado Prešernovega sklada za razstavo Skulpture. Pred tem je leta 2002 prejela tudi Župančičevo nagrado.